# جيمس إل. ونايت
جيمس إل. ونايت (بالإنجليزية: James L. Knight)‏ هو صحفي أمريكي، ولد في 21 يوليو 1909 في آكرون في الولايات المتحدة، وتوفي في 5 فبراير 1991 في سانتا مونيكا في الولايات المتحدة.